# Музаффер, Бахрам
Бахрам Музаффер (тур. Bahram Muzaffer; род. 4 августа 1986, Фергана) — турецкий боксёр, представитель полутяжёлой и первой тяжёлой весовых категорий. Выступал за сборную Турции по боксу во второй половине 2000-х — первой половине 2010-х годов, обладатель бронзовой медали чемпионата Европы, победитель и призёр многих турниров международного значения, участник двух летних Олимпийских игр.

## Биография
Бахрам Музаффер родился 4 августа 1986 года в городе Фергана Узбекской ССР, в семье месхетинских турок. Спустя три года его родители переехали в Россию, затем в Азербайджан и наконец в 1996 году осели в Турции.
Впервые заявил о себе на международной арене в сезоне 2005 года, выиграв серебряную медаль на европейском юниорском первенстве в Таллине.
В 2006 году стал серебряным призёром чемпионата мира среди студентов в Алма-Ате. Попав в состав турецкой национальной сборной, побывал на чемпионате Европейского Союза в Пече, откуда привёз награду золотого достоинства, выигранную в зачёте полутяжёлой весовой категории.
В 2007 году одержал победу на чемпионате Турции в полутяжёлом весе. На чемпионате Евросоюза в Дублине стал бронзовым призёром. Боксировал на чемпионате мира в Чикаго, где остановился уже в 1/16 финала.
Не смог напрямую отобраться на летние Олимпийские игры 2008 года в Пекине, но в последний момент всё же попал в число участников, заняв освободившуюся квоту украинца Исмаила Силлаха. Выступая в категории до 81 кг, благополучно прошёл первого соперника по турнирной сетке, тогда как во втором бою в 1/8 финала со счётом 2:10 потерпел поражение от ирландца Кеннета Игана.
После пекинской Олимпиады Музаффер остался в составе боксёрской команды Турции и продолжил принимать участие в крупнейших международных турнирах. Так, в 2009 году он выступил на Средиземноморских играх в Пескаре и на мировом первенстве в Милане, где в четвертьфинале первой тяжёлой весовой категории был побеждён россиянином Егором Мехонцевым.
В июне 2010 года на Европейском первенстве в Москве по очкам (5:9) уступил в четвертьфинале венгру Йозефу Дармошу.
В 2011 году завоевал бронзовую медаль на домашнем чемпионате Европы в Анкаре, проиграв в полуфинале болгарину Тервелу Пулеву, боксировал на чемпионате мира в Баку. Представлял стамбульскую команду в матчевых встречах лиги World Series of Boxing.
На европейской олимпийской квалификации в Трабзоне занял первое место в полутяжёлом весе и благодаря череде удачных выступлений удостоился права защищать честь страны на Олимпийских играх 2012 года в Лондоне. Однако уже в первом поединке категории до 81 кг проиграл иранцу Эсхану Рузбахани и сразу же выбыл из борьбы за медали.
В 2015 году выступил на Европейских играх в Баку.